# Friedrich Wolfgang Reitz
Pour les articles homonymes, voir Reitz.
Friedrich Wolfgang Reitz (1733-1790) est un philologue bavarois.

## Biographie
Né en 1733 à Windsheim (Franconie), il enseigne les humanités à Leipzig et devint bibliothécaire de l'université de cette ville. 
On lui doit :
- des éditions de la Poétique et de la Rhétorique d'Aristote, Leipzig, 1772 et 1789,
- une édition d'Hérodote, 1778,
- une édition de Perse, 1789,
- des recherches sur la prosodie et la métrique des anciens (1791)
- des recherches sur les Antiquités romaines, 1796.

## Source
- Marie-Nicolas Bouillet  et Alexis Chassang (dir.), « Friedrich Wolfgang Reitz » dans Dictionnaire universel d’histoire et de géographie, 1878 (lire sur Wikisource)